# Woronkofski Island
Woronkofski Island fa parte dell'arcipelago Alessandro, nell'Alaska sud-orientale (Stati Uniti d'America). Amministrativamente appartiene al Borough di Wrangell. L'isola si trova all'interno della Tongass National Forest. Secondo il censimento del 2000 l'isola era disabitata.

## Geografia
Woronkofski si trova tra le isole di Zarembo (a ovest, divisa dallo Stikine Strait), Etolin (a sud, separata dal Chichagof Pass) e Wrangell (a est, divisa dallo Zimovia Strait). La superficie totale dell'isola è di 59,38 km², la sua altezza massima è quella del monte Woronkofski, 3240 piedi (987,5 m).

## Storia
Il primo europeo a avvistare l'isola, nel 1793, fu James Johnstone, uno degli ufficiali di George Vancouver durante la sua spedizione del 1791-1795. Egli tracciò solo la costa nord, non rendendosi conto che si trattava di un'isola. L'isola prese il nome dal tenente Vasilij Kirillovič Voronkovskij (Василий Кириллович Воронковский) della Marina imperiale russa, che esplorò la costa meridionale della penisola dell'Alaska nel 1836; il nome dell'isola fu pubblicato nel 1848 su una carta nautica del Dipartimento idrografico russo come Ostrov Voronkovskij (Остров Воронковский).